# Kecamatan Babakan Ciparay
Kecamatan Babakan Ciparay är ett distrikt i Indonesien.   Det ligger i provinsen Jawa Barat, i den västra delen av landet, 110 km sydost om huvudstaden Jakarta.